# 山下主一郎
山下 主一郎（やました かずいちろう、1926年2月17日 - ）は、日本の英文学者、中央大学名誉教授。
東京生まれ。1950年東京大学文学部英文科卒。同大学院、山梨大学学芸学部助教授、中央大学経済学部助教授、69年教授。96年定年、名誉教授。1984年『イメージ・シンボル事典』で日本翻訳出版文化賞受賞。英国文学を専門としたが、のち西洋文化のイメージ・シンボルを研究、翻訳した。

## 著書
- 『イメージの博物館』大修館書店 1985
- 『シンボルの誕生』大修館書店 1987
- 『イメージ連想の文化誌 髑髏・男根・キリスト・ライオン』新曜社 2001

### 翻訳
- T.スレイド『D.H.ロレンス その生涯と作品』中央大学出版部 UL双書 1975
- アト・ド・フリース『イメージ・シンボル事典』荒このみ、上坪正徳、深沢俊、川口紘明、喜多尾道冬、栗山啓一、竹中昌宏、福士久夫、湯原剛共訳 大修館書店 1984
- バーバラ・ウォーカー『神話・伝承事典 失われた女神たちの復権』青木義孝、栗山啓一、塚野千晶、中名生登美子共訳 大修館書店 1988
- ジョゼフ・キャンベル『神話のイメージ』青木義孝、中名生登美子共訳 大修館書店 1991
- マンフレート・ルルカー『エジプト神話シンボル事典』大修館書店 1996
- ロバート・ヒューズ『西欧絵画に見る天国と地獄』大修館書店　1997

## 論文
- <山下主一郎